# شهرستان نان
شهرستان نان (به لاتین: Nan County) یک منطقهٔ مسکونی در چین است که در یایانگ واقع شده‌است.